# 浙江恒逸集團
浙江恒逸集團有限公司，簡稱浙江恒逸集團和恒逸集團（英語：Zhejiang Hengyi Group Co., Ltd.），在1974年，當時蕭山縣政府設立前身「蕭山縣衙前公社針織廠」，1994年，更名為「浙江恒逸集團有限公司」，現時業務在中國內地和全球經營紡織品、石油化工和投資。

## 历史
1974年，當時杭州市棉紡局設立「蕭山縣衙前公社針織廠」，當時是以手工工場式的縫合襪子爲主。
1991年，現時董事長邱建林開始接手該公司，更名為「蕭山色織廠」。  
1993年，更名為「杭州恒逸實業總公司」，直至1994年，更名為「浙江恒逸集團有限公司」。 
1997年，轉向為民營企業。
1999年，恒逸集團和興惠化纖集團合資經營聚合物（PTA）業務。
2005年，恒逸集團和浙江榮盛控股集團合資經營聚合物（PTA）業務。
2010年2月，浙江恒逸集團有限公司（主要股東為邱建林 及其相關人士和家族）旗下「浙江恒逸石化有限公司」，收購前身「世紀光華科技股份有限公司」，發行價為9.78元人民幣，發行新股為4.5億股，集資額為44.01億元人民幣。
2011年5月31日，更名為「恒逸石化股份有限公司」（「Hengyi Petrochemical Co.,Ltd.」）。
2021年8月2日，浙江恒逸集團被美國財富雜誌全球500強，排名為309位，以385.671億美元營業額，利潤為1.52億美元，資產為174.06億美元，總合計股東權益為18.088億美元，股東權益收益率為8.4%，淨資產收益率為0.9%，營業額收益率為0.4%。
2023年8月2日，浙江恒逸集團被美國財富雜誌全球500強，排名為244位，較上年前移20位，以573.32億美元營業額，虧損為1.53億美元，資產為195.543億美元，總合計股東權益為18.138億美元，股東權益收益率為-8.5%，淨資產收益率為-0.8%，營業額收益率為-0.3%。（數字依國際會計準則編製）